# William D. Boyce

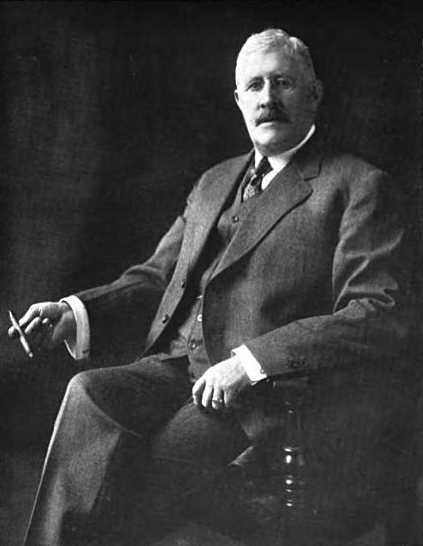
William D. Boyce

William Dickson Boyce (* 16. Juni 1858 in Allegheny County, Pennsylvania; † 11. Juni 1929 in Chicago, Illinois) war ein US-amerikanischer Unternehmer und Verleger. Er war weiterhin der Gründer der Pfadfinder- und Jugendorganisation Boy Scouts of America.

## Leben
William D. Boyce verlegte nach seinem Studium am College of Wooster erfolgreich mehrere regionale Tageszeitungen wie The Commercial in Winnipeg oder den Lisbon Clipper in Lisbon, North Dakota. Nach seinem Umzug nach Chicago gründete er die Mutual Newspaper Publishing Company mit der wöchentlich erscheinenden Zeitung Saturday Blade. Im Jahr 1894 erreichte er eine Auflage von 500.000 Stück wöchentlich. Boyce erwirtschaftete ein Vermögen und zog sich Anfang des 20. Jahrhunderts als Multi-Millionär schrittweise aus dem aktiven Wirtschaftsleben zurück um sich u. a. dem Reisen und der Teilnahme an Expeditionen zu widmen. Er lernte während einer Reise nach London die Pfadfinderbewegung kennen und gründete am 8. Februar 1910 die Boy Scouts of America, den heute größten US-amerikanischen Jugendverband. William D. Boyce veröffentlichte mehrere Bücher, war ein bekannter Philanthrop und setzte sich daneben für die Rechte von Arbeitnehmern ein.